# Мућкалица (филм)
Мућкалица или Рататуј (енгл. Ratatouille) америчка је рачунарски-анимирана филмска комедија из 2007. године, снимљена у Пиксаровој продукцији и објављена од стране Волт Дизни пикчерса. Ово је осми Пиксаров филм, а написао га је и режирао Бред Берд.
Филм је премијерно приказан 22. јуна 2007. године у Лос Анђелесу, а у америчке биоскопе је пуштен 29. јуна исте године. Филм је остварио добру зараду, наишао је на позитивне коментаре критичара и освојио је бројне награде од којих су најзначајнији Оскар, Златни глобус и БАФТА за најбољи анимирани филм.

## Радња
Пацов по имену Реми сања да постане познати француски кувар. Судбина доведи Ремија у француску канализацију тачно испод ресторана који је прославио његов кулинарски јунак, Огист Густо. Реми се убацује у ресторан и помаже младом кувару Лингвинију да припрема разне специјалитете, али Лингвинијев изненадни таленат постаје сумњив управнику Скинеру који планира да претвори ресторан у продавницу брзе хране.

## Улоге
| Глумац         | Српски глас       | Улога                 |
| -------------- | ----------------- | --------------------- |
| Патон Освалт   | Милош Ђуричић     | Реми Peт              |
| Ијан Холм      | Милан Чучиловић   | кувар Скинер          |
| Лу Романо      | Дејан Недић       | Алфредо Линђини Густо |
| Џенин Гарофало | Теодора Ристовски | Колет Тату            |
| Бред Гарет     | Димитрије Илић    | Огуст Густо           |
| Питер О’Тул    | Павле Јеринић     | Антон Иго             |
| Брајан Денехи  | Бојан Лазаров     | Ђанго                 |
| Питер Сон      | Владан Милић      | Емил                  |
| Вил Арнет      | Марко Марковић    | Хорст                 |